# Luidia clathrata
Luidia clathrata (лат.) — вид морских звёзд рода Луидии (Luidia) из отряда паксиллоносных морских звёзд. Встречается в западной части Атлантического океана.

## Описание

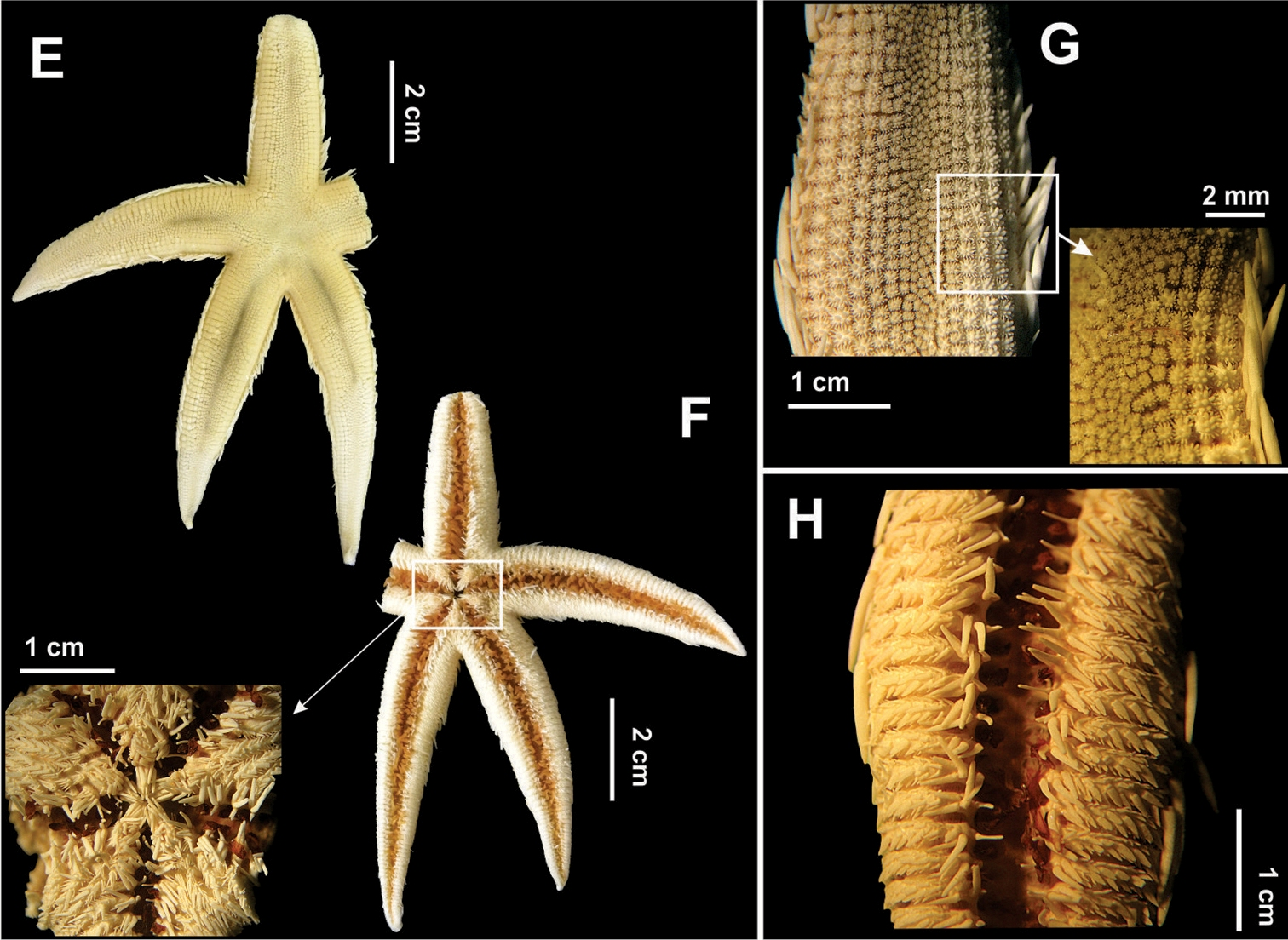
Морфология Luidia clathrata: (E), Дорзальный вид; (F), Вентральный вид и увеличенное ротовая область; (G), Вид луча сверху и увеличенный вид сосочков; (H), Луч, вид снизу.

Luidia clathrata — крупная, плоская морская звезда, иногда достигающая диаметра 30 см. У неё относительно небольшой диск и пять тонких рук (лучей), которые в два-три раза больше диаметра диска. Верхняя поверхность диска и рук покрыта продольными рядами кальцинированных пластинок и паксиллами, столбовидными шипами с уплощёнными вершинами, покрытыми крошечными шипиками. По краям рук пластинки отсутствуют, они заменены пазухами, но на нижней стороне маргинальные пластинки большие и сами покрыты паксиллами. Трубчатые ножки, расположенные продольными рядами на нижней стороне, не имеют присосок, но имеют две вздутые области. Рот находится в центре нижней стороны с пищеводом и кардиальным желудком, которые могут выворачиваться. Гонады находятся под боками каждой руки. Её цвет обычно серый или светло-коричневый, но может быть с розовым оттенком. Центральный ряд пластинок на верхней стороне лучей обычно тёмно-серый или чёрный. Нижняя сторона морской звезды более бледная.

## Распространение и среда обитания
Luidia clathrata встречается вдоль побережья западной части Атлантического океана, от Виргинии на юг до Бразилии, а также в Карибском море и Мексиканском заливе. Обычно эта луидия обитает на песчаном или илистом дне на глубине около 40 м, хотя иногда встречается и на большей глубине, до 100 м.

## Биология
Когда L. clathrata теряет часть или всю конечность в результате нападения хищника, она может её регенерировать. Повреждённый участок запечатывается, и в течение недели появляется новый небольшой кончик луча. Последующее развитие происходит со скоростью около 3,7 мм в месяц, хотя скорость замедляется, когда регенерация почти завершена. Исследование регенерационной способности L. clathrata показало, что повышенное закисление океана, не оказало существенного влияния на способность этой морской звезды регенерировать конечности.
L. clathrata является одновременно хищником и фильтровальщиком. Она избирательно питается моллюском Mulinia lateralis, когда тот встречается в изобилии, используя хеморецепторы для поиска добычи. Моллюск Mulinia lateralis является излюбленной пищей этой луидии в заливе Тампа во Флориде. В остальное время L. clathrata питается, заглатывая осадок и процеживая его через шипы вокруг рта, извлекая при этом пищевые частицы. Рацион включает брюхоногих и двустворчатых моллюсков, фораминифер, нематод, остракод, мелких ракообразных и детрит. Этот вид светочувствителен и большую часть светового дня проводит, зарывшись в осадок. Зарывшись, он иногда выворачивает желудок, чтобы заглотить детрит.
L. clathrata нерестится ежегодно. Личинки проходят стадию планктонной бипиннарии, которая длится около месяца, прежде чем оседают на морское дно, претерпевают метаморфоз и превращаются в молодь морской звезды.